# Le Spéculateur
Pour plus de détails, voir Fiche technique et Distribution.
Le Spéculateur (The Pit) est un film muet américain réalisé par Maurice Tourneur et sorti en 1914.

## Synopsis
Curtis Jadwin est introduit dans le monde de la spéculation sur les céréales par Charles Cressler, un vétéran en ce domaine. Lors d'une représentation de Faust, Curtis rencontre Laura Dearborn, la fiancée de Sheldon Corthell, et tombe amoureux d'elle. Curtis courtise Laura et finalement la convainc de l'épouser, mais il ne faut pas longtemps après le mariage pour qu'il la délaisse au profit de ses affaires à la Bourse de commerce. Se sentant seule, Laura renoue avec Sheldon et ils prévoient de s'enfuir ensemble. Mais quand Curtis est ruiné, Laura revient vers lui pour le réconforter.

## Fiche technique
- Titre original : The Pit
- Titre français : Le Spéculateur
- Réalisation : Maurice Tourneur
- Scénario : Channing Pollock, d'après le roman The Pit de Frank Norris
- Photographie : John van den Broek
- Production : William A. Brady
- Société de production : William A. Brady Picture Plays
- Société de distribution : World Film Corporation
- Pays de production :  États-Unis
- Langue originale : anglais
- Format : noir et blanc — 35 mm — 1,37:1 — Muet
- Genre : drame
- Durée : 50 minutes (5 bobines)
- Date de sortie : États-Unis : 28 décembre 1914

## Distribution
- Wilton Lackaye : Jadwin
- Milton Sills : Corthell
- Alec B. Francis : Cressler
- Gail Kane : Laura
- Chester Barnett : Landry
- J. Gunnis Davis : l'employé de Crookes
- Hattie Delaro : Mme Cressler
- George Ingleton : le valet de Jadwin
- Jessie Lewis : Page
- W.A. Orlemond : l'employé de Cressler
- Edward Roseman : Crookes
- Bert Starkey : Scannell
- Julia Stuart : Tante Wess
- Simeon Wittsie : Hargus
- Betty Riggs : la bonne